# Lights Off
Singles de We Are Domi
Come Get Lost
(2021) High-Speed Kissing
(2022)
Chansons représentant la Tchéquie au Concours Eurovision de la chanson
Omaga
(2021) My Sister's Crown
(2023)
Clip vidéo
[vidéo] « Lights Off », sur YouTube
Lights Off est une chanson interprétée par le groupe électro pop tchéco-norvégien We Are Domi. La chanson a représenté la Tchéquie au Concours Eurovision de la chanson 2022 à Turin, en Italie.

## Paroles
Les paroles de Lights Off traitent de l'acte de tourner la page après une rupture. Le début de la chanson montre des sentiments de regret et de désespoir, la chanteuse du groupe, Dominika, chante qu'elle a « perdu son âme » et « oublié sa voie ». Le refrain renforce le thème de la rupture, notamment avec la ligne « where are you now when I miss you, you're sailing around in my peripheral, where are you? » (où es-tu maintenant quand tu me manques, tu navigues dans ma périphérie, où es-tu ?). Le deuxième couplet possède un message plus édifiant et puissant car elle mentionne qu'elle est « petite mais puissante » ; ce message positif est contrasté par la tentation de se renfermer sur elle-même car elle chante qu'elle va « construire une forteresse » et « être le mur ».

## Concours Eurovision de la chanson

### Avant l'Eurovision
Eurovision Song CZ 2022 était la finale nationale organisée par Česká televize afin de sélectionner la candidature tchèque pour le Concours Eurovision de la chanson 2022. Le concours a impliqué sept candidats et s'est déroulé du 7 au 15 décembre 2021. Le gagnant a été déterminé par la combinaison des votes d'un jury international de douze membres (50%), d'un vote du public international (25%) et d'un vote du public tchèque (25%). Les votes du public international et tchèque ont eu lieu via l'application officielle du concours Eurovision de la chanson. Lights Off est arrivée première avec le jury et le vote télévisé international, mais n'est arrivée que quatrième avec le vote télévisé tchèque. Il a remporté la compétition avec 21 points, 4 de plus que le deuxième.

### À l'Eurovision
Le 25 janvier 2022, un tirage au sort a eu lieu qui a placé chaque pays participant au Concours Eurovision de la chanson 2022 dans l'une des deux demi-finales, ainsi que dans quelle moitié du spectacle ils se produiraient. La Tchéquie a participé à la deuxième demi-finale, qui s'est tenue le 12 mai 2022, le dernier des 18 pays à se produire,. Ils étaient l'un des 10 pays qui ont reçu suffisamment de votes pour se qualifier pour la finale du concours, où ils ont été tirés au sort pour se produire dans la première moitié du spectacle et placés comme la première entrée sur 25. Ils se sont classés 22e sur les 25 actes joués avec 38 points.

## Classements hebdomadaires
| Classement (2022)               | Meilleure position |
| ------------------------------- | ------------------ |
| Lituanie (AGATA)                | 43                 |
| Royaume-Uni (UK Download Chart) | 27                 |
| Suisse (Schweizer Hitparade)    | 4                  |
| Tchéquie (IFPI Rádio)           | 17                 |
| Tchéquie (Rádio – Top 50 CZ)    | 5                  |